# Cordialidad

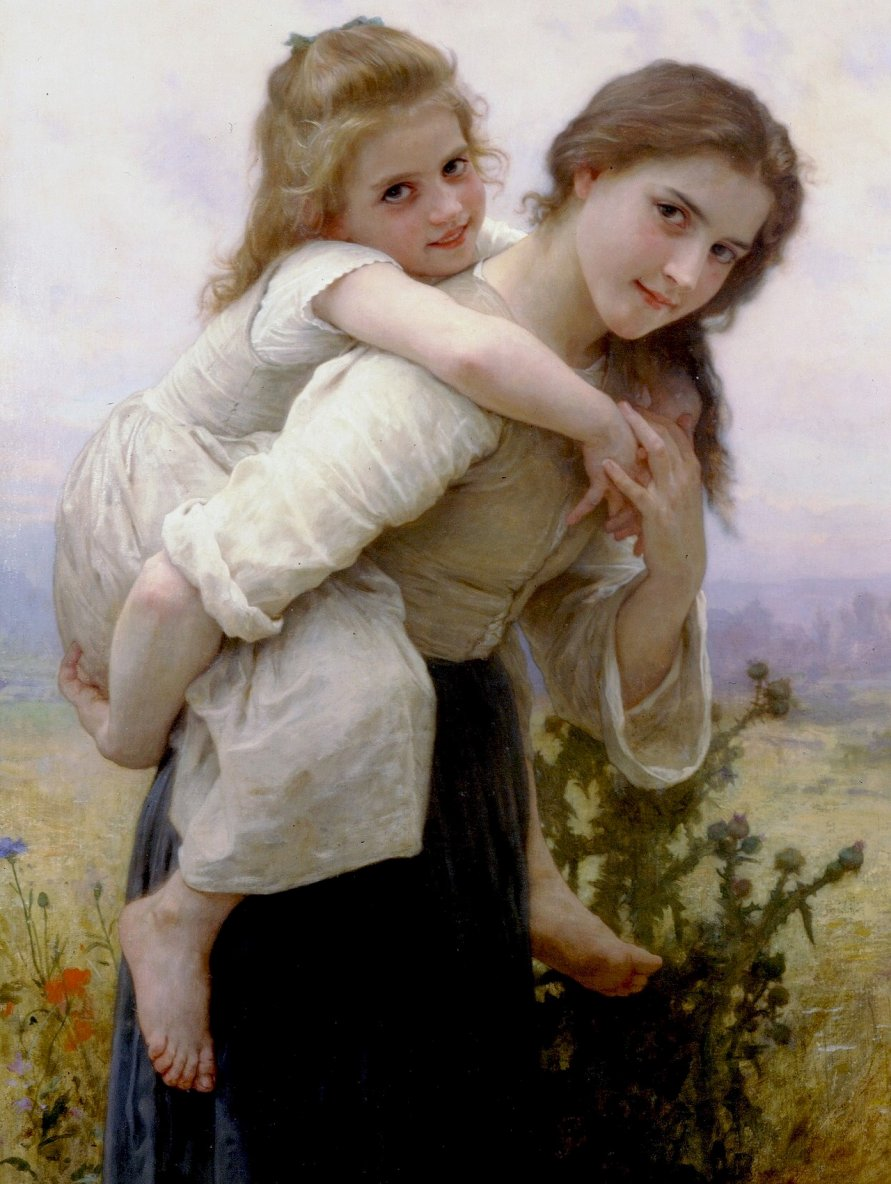
Carga agradable (Fardeau agréable William-Adolphe Bouguereau, 1895)

La cordialidad (agreeableness en inglés, agréabilité en francés) es un rasgo de personalidad de individuos que son percibidos como amables, comprensivos, coperativos, cálidos, honrados y considerados. En la psicología de la personalidad la cordialidad es una de las 5 grandes dimensiones (ver Modelo de los cinco grandes) de la estructura de la personalidad. Esta dimensión refleja las diferencias individuales en cooperación y armonía social.
Este artículo no trata de la visión histórica de este rasgo, o de sus beneficios, sino de varias teorías de factores de la personalidad que han considerado oportuno denominar agreeableness —una de cuyas posibles traducciones es "cordialidad"— a uno de los factores hallados.
Las personas que obtienen puntuaciones bastante altas en las medidas de cordialidad son empáticas y altruistas, mientras que aquellas con un nivel bajo de cordialidad son propensas a un comportamiento egoísta, competitivo y a una falta de empatía. Pueden incluso mostrar tendencias de la llamada "tríada oscura", como comportamiento narcisista, trastorno antisocial de la personalidad y manipulación.
El diccionario inglés define agreeableness como the state or condition of being pleasing or likeable, aplicable tanto a personas como a cosas, mientras que define kindness (que se suele traducir al español por amabilidad) como the state or quality of being kind. La RAE define cordialidad como «cualidad de cordial», y cordial como «afectuoso, de corazón». Da como sinónimos, entre otros, amabilidad, afabilidad, simpatía (en el sentido 3) y bonhomía. Desde al menos 1895 los diccionarios de español recogen agradabilidad como «cualidad de agradable», generalmente aplicado a cosas.
La cordialidad se considera un rasgo superordinado, lo que significa que se puede ver como una agrupación de subrasgos de personalidad que aparece reflejada en las estadísticas. Es decir, cuando una persona puntúa alto en cordialidad, suele obtener índices elevados en los rasgos de nivel inferior (denominados facetas) que los estudiosos han decidido agrupar bajo la cordialidad: confianza, franqueza, altruismo, complacencia (compliance), modestia y emocionalidad (tender-mindedness).

## Historia

### Investigación temprana de rasgos
Como sucede con todos los rasgos de personalidad de los cinco grandes (Big Five), las raíces del concepto moderno de cordialidad se remontan a un estudio de 1936 realizado por Gordon Allport y Henry S. Odbert. Siete años después de ese estudio, Raymond Cattell publicó un análisis de grupos de los miles de palabras relacionadas con la personalidad identificadas por Allport y Odbert. Los grupos identificados en este estudio sirvieron como base para los intentos posteriores de Cattell de identificar factores de personalidad humana fundamentales y universales. Cattell determinó finalmente 16 factores de personalidad (16PF) mediante análisis factorial. Análisis factoriales posteriores revelaron 5 factores de orden superior o "globales" en los que estos 16 están comprendidos. Aunque Cattell lo denominó "independencia", uno de los factores globales identificados por el Cuestionario 16PF fue un precursor temprano del concepto moderno de cordialidad. Como se ve, la base del análisis es el lenguaje, que es imprecisoː utiliza palabras diferentes para denominar el mismo concepto (por ejemplo afabilidad y bonhomía), y emplea la misma palabra para designar conceptos distintos (por ejemplo banco, para el de dinero y para el de sentarse). Este tipo de análisis puede arrojar resultados subjetivos y opinables.

### Los cinco grandes
La cordialidad en el modelo de los cinco grandes se mide habitualmente mediante estudios con autoinformes (la persona estudiada se describe a sí misma), aunque también se pueden utilizar informes de pares (las personas de un grupo se describen entre sí) y observaciones de terceros. Las medidas de autoinforme son léxicas o basadas en afirmaciones. La medida que se utiliza depende de una valoración de las propiedades psicométricas (es decir, que se pueden medir; es fácil que un investigador mida la altura de un participante en un estudio, pero le resultará más difícil evaluar si a otras personas les resulta agradable, y cuánto) y de las limitaciones de tiempo y espacio de la investigación que se está realizando.
Las medidas léxicas utilizan adjetivos individuales que reflejan rasgos de cordialidad o antipatía (disagreeableness), como comprensivo, cooperativo, cálido, considerado / duro, desagradable, grosero. Las palabras que representan antipatía están codificadas de forma inversa. Goldberg (1992) desarrolló una medida de 20 palabras como parte de sus marcadores "cinco grandes" de 100 palabras, y Saucier (1994) desarrolló una medida más breve de 8 palabras como parte de sus mini-marcadores de 40 palabras. 
Thompson (2008) revisó estos marcadores para desarrollar una medida de 40 palabras con mejores propiedades psicométricas tanto en poblaciones estadounidenses como no estadounidenses: los Minimarcadores internacionales en inglés. Esta breve medida tiene buenas fiabilidades de Consistencia interna y otra validez para evaluar la cordialidad y otras dimensiones de personalidad del modelo de los cinco grandes, tanto dentro como, especialmente, fuera de las poblaciones estadounidenses.  La fiabilidad de la consistencia interna de esta medida de cordialidad para hablantes nativos de inglés se cifra en 0,86, y en 0,80 para no nativos.
Las medidas de afirmaciones tienden a contener más palabras y, por lo tanto, consumen más espacio en el instrumento de investigación que las medidas léxicas. Se pregunta a los encuestados hasta qué punto, por ejemplo, se llevan bien con casi todo el mundo, no están interesados en los problemas de los demás o simpatizan con los sentimientos de los demás.
El análisis factorial de Cattell (16PF), cuyo objetivo era identificar estructuras universales de la personalidad, inspiró numerosos estudios en las décadas posteriores. Utilizando los grupos originales de Cattell, el 16PF, y datos originales, varios investigadores desarrollaron, de manera independiente, un modelo de personalidad de 5 factores. A partir de principios de la década de 1960, estos modelos solían incluir un factor que denominaban "cordialidad" o "sociabilidad".
A pesar de las repetidas réplicas de los 5 factores de personalidad estables después del trabajo pionero de Cattell, este marco solo empezó a dominar la investigación de la personalidad a principios de la década de 1980 con el trabajo de Lewis Goldberg. Utilizando estudios léxicos similares a los de Allport y Odbert, Goldberg eligió el término "Cinco Grandes" (Big Five) para reflejar la gran cantidad de "pequeños" términos relacionados con la personalidad que abarca cada uno de estos 5 factores. Uno de estos factores, la cordialidad, se definió mediante palabras como "amistoso", "bondadoso", "cooperativo", "fiable", "acogedor" (nurturing), "sociable" y "considerado".

### NEO PI
A partir de la década de 1970, Paul Costa y Robert McCrae comenzaron a investigar las evaluaciones de personalidad basadas en modelos factoriales. Basándose en análisis de grupos del 16PF de Cattell, Costa y McCrae se decidieron inicialmente por un modelo de personalidad de 3 factoresː neuroticismo (versus estabilidad emocional), extraversión (versus introversión) y apertura  a la experiencia (versus cierre a ella), lo que dio lugar al acrónimo "NEO" (la "O", de openness, apertura en inglés). Debido a las similitudes entre su inventario de personalidad NEO de estos 3 factores y el modelo de los cinco grandes de Goldberg (neuroticismo, extraversión, apertura a la experiencia, cordialidad y escrupulosidad), Costa y McCrae comenzaron a desarrollar escalas para evaluar la cordialidad y la escrupulosidad (conscientiousness) a principios de los años 1980. Este trabajo culminó con la publicación en 1985 del primer Manual NEO PI basado en el Modelo de Cinco Factores completo. Aunque esto marcó la introducción de la cordialidad en el NEO PI, Costa y McCrae trabajaron durante 7 años adicionales para identificar y elaborar las facetas abarcadas por este factor en el Inventario de Personalidad NEO Revisado.

## Facetas de NEO PI
En el modelo NEO PI, cada uno de los 5 factores identificados por Costa y McCrae abarca 6 rasgos de nivel inferior. Los rasgos de nivel inferior incluidos en la cordialidad, conocidos como facetas, se introdujeron por primera vez con la publicación en 1992 de la versión revisada del NEO PI. Basado en el moderno NEO PI-R, las 6 facetas de la cordialidad son: confianza, franqueza, altruismo, complacencia (compliance; la persona intenta complacer a quien le formula una demanda, aunque la RAE no recoge este significado de complacencia;  sí recoge "cualidad de solícito" como el significado 3 de solicitud, pero el significado 1 —petición— es demasiado común para que se entienda la palabra si se usa con el significado 3), modestia y emocionalidad (tender-mindedness; grado de influencia de las emociones en los juicios y actitudes de una persona).

### Confianza
Se considera que la confianza es una característica importante del desarrollo psicosocial, la teoría de la personalidad y las concepciones psicológicas populares de la personalidad. Las personas que obtienen una alta puntuación en confianza generalmente creen que las intenciones de los demás son benévolas. Estas personas pueden ser llegar a ingenuas. En cambio, quienes obtienen una puntuación baja en confianza tienden a ser cínicos y paranoicos, y ven a los demás como sospechosos, tramposos o peligrosos.

### Franqueza
La franqueza (straightforwardness) es la cualidad de ser directo, abierto y honesto al comunicarse con los demás. A pesar de una larga historia en filosofía moral (Ética), la franqueza no es tan vital para la teoría de la personalidad como las otras facetas de la cordialidad. Quienes obtienen una puntuación alta en franqueza tienden a interactuar con los demás de forma directa y honrada. Las personas con puntuaciones bajas son menos directas, tienden a un alto nivel de autocontrol y son más reticentes. Asimismo, tienden a un alto nivel de maquiavelismo, siendo engañosas o manipuladoras con los demás. La franqueza es similar a una dimensión del circunflejo interpersonal (un modelo de 2 ejes para valorar rasgos del comportamiento social) llamada "ingenuo versus calculador". Según Michael C. Ashton y Kibeom Lee, la franqueza es similar al aspecto de honradez del binomio  honradez-humildad en el Modelo HEXACO.

### Altruismo
Similar al altruismo en los animales y al altruismo ético, esta faceta se define por medidas de despreocupación por los propios intereses, autosacrificio, generosidad, consideración, cortesía y preocupación por los demás. El altruismo es similar al concepto de interés social de Alfred Adler, que es una tendencia a dirigir las propias acciones hacia la mejora de la sociedad. Las personas que puntúan bajo en altruismo tienden a ser descorteses, egoístas o codiciosas, un patrón de comportamiento conocido como "interés propio" en la psicología adleriana.

### Complacencia
Como faceta de la cordialidad, la complacencia (compliance) se define como la respuesta típica de un individuo al conflicto. Quienes obtienen una puntuación alta en complacencia tienden a ser mansos y apacibles, y a preferir la cooperación o la deferencia como medio para resolver los conflictos. Las personas con puntuaciones bajas tienden a ser agresivas, luchadoras, competitivas, pendencieras y vengativas.
En el ámbito empresarial en inglés se usa compliance para un concepto diferente, el cumplimiento normativo.

### Modestia
Mientras que la confianza, la franqueza, el altruismo y la complacencia se refieren a comportamientos interpersonales o sociales, la modestia se refiere al autoconcepto de un individuo. Quienes obtienen una puntuación alta en modestia tienden a ser humildes y centrados en los demás, mientras los que puntúan bajo tienden a ser arrogantes, ostentosos y egocéntricos. La baja modestia también se conoce como vanidad o narcisismo y, en casos extremos, puede manifestarse como trastorno de personalidad narcisista o trastorno de personalidad histriónica. También conocida como "humildad" en el Inventario de Personalidad NEO Revisado, la modestia se asemeja al aspecto de humildad del binomio honradez-humildad del modelo HEXACO.

### Emocionalidad
La emocionalidad (tender-mindedness) se define como el grado de influencia de las emociones en los juicios y actitudes de una persona). Acuñado por William James, este término también fue destacado en las primeras versiones del 16PF. La emocionalidad se define principalmente por la comprensión (sympathy) y corresponde a la escala de "comprensión" del International Personality Item Pool. Por el contrario, la "mentalidad dura" (tough) es un rasgo asociado con el psicoticismo en el Cuestionario de Personalidad de Eysenck. No debe confundirse con la fortaleza mental (mental toughness), que es un tipo de personalidad positivo y no patológico. Lo opuesto a la emocionalidad sería la racionalidad, que se asocia con una personalidad más fría.

## Equivalencias en modelos psicobiológicos
Los modelos basados en teorías psicobiológicas de la personalidad han incorporado cada uno un factor similar a la cordialidad. En el Inventario de Temperamento y Carácter de Cloninger, el rasgo de carácter conocido como cooperación es muy similar y está correlacionado positivamente con la cordialidad. En el modelo alternativo de personalidad de Zuckerman, el rasgo conocido como agresión-hostilidad está inversamente relacionado con la cordialidad.

## Modelo HEXACO
Como en el modelo de los cinco grandes no se medían los rasgos de la tríada oscura (es decir, narcisismo, maquiavelismo y psicopatía), Michael Ashton y Kibeom Lee propusieron la adición de un sexto factor. Validado con estudios psicoléxicos similares a los utilizados en el desarrollo del modelo de 5 factores, el modelo HEXACO agrega honradez-humildad a 5 factores similares a los del NEO PI. Aunque la honradez-humildad no corresponde directamente a ningún rasgo de los cinco grandes, está fuertemente correlacionada con las facetas de franqueza y modestia del rasgo de cordialidad. Como ambas facetas están sólo débilmente correlacionadas con la cordialidad de los cinco grandes, Ashton y Lee sugieren dividir la cordialidad de NEO PI en 2 factores similares a los del modelo HEXACO: honradez-humildad (es decir, franqueza y modestia) y una cordialidad redefinida (confianza, altruismo, complacencia y emocionalidad). Reflejando esta visión de los rasgos de honradez-humildad y de cordialidad HEXACO como conceptos separados, aunque similares, Ashton y Lee proponen que representan diferentes aspectos del altruismo recíproco: equidad (honradez-humildad) y tolerancia (cordialidad).
A pesar de sugerir esta reconceptualización de la cordialidad para el NEO PI, Ashton y Lee no creen que la cordialidad de HEXACO esté reflejada con precisión por la confianza, el altruismo, la complacencia y la emocionalidad. Además de tener en cuenta estas 4 facetas de la cordialidad de los cinco grandes, el constructo "cordialidad" del modelo HEXACO incluye contenido calificado como neuroticismo en el NEO PI (es decir, temperamentalidad e irritabilidad). Para reflejar el contenido negativo en el extremo inferior de la cordialidad HEXACO, este factor también se conoce como "cordialidad (versus enfado)". La inclusión del enfado (anger) en la definición del factor de cordialidad HEXACO ayuda además a diferenciarlo del factor honradez-humildad. 
Los individuos que obtienen una puntuación baja en honradez-humildad, cuando se sienten ofendidos, tienden a no responder de inmediato, sino que posponen su respuesta, planean su venganza y esperan la oportunidad perfecta para llevarla a cabo. Quienes obtienen una puntuación baja en cordialidad HEXACO también emplean esta estrategia premeditada, pero además tienden a responder inmediatamente con enfado.
Para tener en cuenta las numerosas diferencias entre los modelos  HEXACO y de los cinco grandes, Ashton y Lee proponen 4 nuevas  facetas en su descripción de la cordialidad: clemencia (forgiveness, disposición a perdonar), gentileza, flexibilidad y paciencia. Además de estas 4 facetas específicas de la cordialidad, Lee y Ashton han propuesto una faceta "intersticial" adicional, ubicada en un espacio compartido por la cordialidad, la honradez-humildad y la emocionalidad: altruismo versus antagonismo.
- Clemencia (forgiveness o forgivingness): mide la respuesta de un individuo al engaño u otras ofensas. Las personas que puntúan alto en esta faceta tienden a recuperar la confianza y restablecer relaciones amistosas perdonando al ofensor, mientras que las que puntúan bajo tienden a guardar rencor. También conocido como “perdón”.[46]
- Gentileza: mide cómo un individuo evalúa habitualmente a los demás. Quienes obtienen una puntuación alta tienden a evitar ser excesivamente críticos, mientras que las que obtienen una puntuación baja son muy críticas y juzgan severamente.
- Flexibilidad: mide los comportamientos relacionados con la cooperación y las soluciones de compromiso. Quienes puntúan alto en esta faceta prefieren la cooperación y la solución de compromiso como medios para resolver desacuerdos, mientras que las personas que obtienen una puntuación baja tienden a ser obstinadas, discutidoras y poco dispuestas a adaptarse a los demás.
- Paciencia: mide la respuesta de la persona al enfado (anger) y la molestia (aggravation). Quienes puntúan alto en esta faceta tienden a ser capaces de tolerar niveles muy altos de enfado y mantener la compostura mientras lo expresan. Los que obtienen una puntuación baja experimentan dificultades para mantener la calma mientras expresan su enfado y tienden a un temperamento irascible, enfadándose mucho en respuesta a una provocación comparativamente pequeña.
- Altruismo versus antagonismo: aunque se comparte entre 3 factores HEXACO, el altruismo versus el antagonismo está moderadamente correlacionado con la cordialidad.[45] Esta faceta intersticial evalúa hasta qué punto un individuo es comprensivo, bondadoso y servicial; los individuos con puntuaciones bajas tienden a relacionarse conflictivamente con otras personas.

## Relaciones interpersonales
La cordialidad es una ventaja en situaciones que requieren llevarse bien con los demás. Si se los compara con las personas desagradables, los individuos cordiales tienden a percibir a los demás de una manera más positiva.
Debido a que los niños cordiales son más sensibles a las necesidades y perspectivas de los demás, tienen menos probabilidades de sufrir rechazo social. Los niños que son menos disruptivos, menos agresivos y más hábiles para integrarse en grupos de juego tienen más probabilidades de ganar la aceptación de sus compañeros.
Un estudio descubrió que las personas con un alto nivel de cordialidad tienen mayor respuesta emocional en situaciones sociales. Este efecto se midió tanto a través de estudios con autoinforme como a través de variables fisiológicas, y ofrece evidencia de que la extroversión y el neuroticismo no son los únicos 5 grandes factores de personalidad que influyen en la emoción. El efecto fue especialmente pronunciado en las mujeres.
Las investigaciones también muestran que las personas con un alto nivel de cordialidad tienen más probabilidad de controlar las emociones negativas, como el enfado, en situaciones de conflicto. Estas personas tienen más probabilidad de usar tácticas de evitación de conflictos cuando confrontan con otras, mientras que las personas con un bajo nivel de cordialidad tienen mayor probabilidad de usar tácticas coercitivas, como negarse a cooperar o retirar la palabra. Quienes puntúan alto están más dispuestos a ceder terreno ante su adversario y pueden perder discusiones con personas menos cordiales. Desde su perspectiva, en realidad no han perdido una discusión sino que han interactuado agradablemente con otra persona.

## Comportamiento prosocial
La cordialidad se asocia positivamente con el altruismo y el comportamiento de ayuda. En diversas situaciones, las personas con un alto nivel de cordialidad tienen mayor probabilidad de manifestar interés por ayudar a los demás y de participar en la ayuda. Los experimentos han demostrado que la mayoría de las personas son propensas a ayudar a sus propios parientes, y a ayudar cuando se despierta la empatía. Es probable que las personas cordiales ayuden incluso cuando no se dan estas condiciones. En otras palabras, las personas cordiales parecen estar “nacidas para ayudar” y no necesitan ninguna otra motivación.
Si bien las personas cordiales suelen estar más dispuestas a ayudar a los demás, las personas que puntúan bajo en cordialidad (a las que se puede denominar "desagradables", disagreeable) pueden estar más dispuestas a causar daño. Los investigadores han descubierto que los niveles bajos de cordialidad están asociados con pensamientos hostiles y agresión en los adolescentes, así como con inadaptación social. Las personas con un bajo nivel de cordialidad también tienen más probabilidades de tener prejuicios contra grupos estigmatizados, como las personas con sobrepeso.
Sin embargo, un alto nivel de cordialidad no siempre conduce a un comportamiento prosocial. En un experimento de Milgram, las personas conscientes y cordiales, cuando reciben el asesoramiento de una autoridad malintencionada, están más dispuestas a administrar supuestas descargas eléctricas de alta intensidad a una víctima, porque son menos capaces de resistirse a obedecer órdenes.

## Inteligencia
En general, se ha asumido que la cordialidad y sus rasgos asociados no están correlacionados con las habilidades intelectuales. Estadísticamente las menores conexiones se dan con la inteligencia. Sin embargo, metaanálisis a gran escala han revelado que aspectos de la cordialidad (concretamente la compasión y la cortesía) tienen relaciones significativas y opuestas con determinadas capacidades cognitivas. Por ejemplo, la compasión se correlaciona 0,26 con el factor g de inteligencia, mientras que la cortesía se correlaciona -0,22 (inversamente, por tanto) con el conocimiento científico general. Esto implicaría que quienes tienen amplios conocimientos científicos son más descorteses. Las facetas de la cordialidad también demuestran algunas conexiones significativas con varias capacidades cognitivas (por ejemplo, la cooperación y la velocidad de procesamiento se correlacionan 0,20, mientras que la modestia y la fluidez ideacional se correlacionan -0,17).

## De la niñez a la edad adulta
Un estudio realizado por Caspi, Elder y Bem (1987) descubrió que los niños explosivos y de mal carácter (baja cordialidad) tenían tasas más altas de divorcio cuando eran adultos en comparación con sus compañeros de carácter equilibrado. Además, los hombres de mal carácter tenían un nivel educativo, un estatus ocupacional y una estabilidad laboral más bajos, y las mujeres de mal carácter se casaban con hombres con perfiles de rendimiento igualmente bajos. Un segundo estudio más reciente de Shiner (2000) encontró que las variables compuestas que describen la cordialidad y la complacencia amistosa en la niñez media predijeron el rendimiento académico, la conducta y la competencia social de los adolescentes 10 años después.

## Geografía

### Estados Unidos

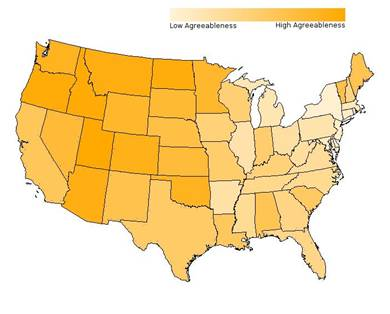
Cordialidad por estado. Las regiones más claras tienen un nivel promedio de cordialidad más bajo.

En Estados Unidos, la gente del Oeste, Medio Oeste y Sur tienden a tener puntuaciones medias más altas en cordialidad que quienes viven en otras regiones. Según los investigadores, los 10 estados más cordiales son Dakota del Norte, Minnesota, Misisipi, Utah, Wisconsin, Tennessee, Carolina del Norte, Georgia, Oklahoma y Nebraska. Estos resultados son consistentes con expresiones bien conocidas en estos estados, como "hospitalidad sureña" y "amabilidad de Minnesota". Debido a que estos estados están generalmente menos urbanizados que las costas este y oeste, es más probable que la gente viva en comunidades pequeñas y conozca a sus vecinos. En consecuencia, pueden estar más dispuestos a preocuparse por sus vecinos y ayudarlos.
En un estudio realizado por Albright et al. (1997), grupos de estudiantes universitarios de China y Estados Unidos evaluaron a desconocidos de ambos países según el modelo de los cinco grandes, según rasgos externos y de acuerdo a cómo de bien vestían. Descubrieron que los estudiantes chinos y los estadounidenses advertían en los rostros niveles similares de cordialidad y extroversión. Las personas que se consideraban más cordiales lucían una sonrisa, una expresión facial reconocida en todo el mundo. Los hallazgos parecen sugerir que el rasgo de cordialidad se atribuye a las personas de manera universal.